# Abdullah Jaber
Abdullah Jaber (17 de fevereiro de 1993) é um futebolista profissional palestino que atua como defensor.

## Carreira
Abdullah Jaber representou a Seleção Palestina de Futebol na Copa da Ásia de 2015.